# Фукс, Кристиан
Кристиа́н Фукс (нем. Christian Fuchs; род. 7 апреля 1986, Нойнкирхен, Австрия) — австрийский футболист, левый защитник. Выступал за сборную Австрии. Ныне — тренер.

## Карьера

### Клубная
Воспитанник футбольных школ клубов «Питтен» из города Питтен и «Винер-Нойштадт» из города Винер-Нойштадт. Профессиональную карьеру начал в 2003 году в клубе «Маттерсбург», за который сыграл 140 матчей, забил 12 мячей и дважды стал финалистом Кубка Австрии. В июне 2008 года перешёл в немецкий «Бохум».
6 июня 2011 года Фукс перешёл в «Шальке 04», подписав контракт на четыре года. 6 августа 2011 года Фукс дебютировал за «Шальке 04» в Бундеслиге, где «кобальтовые» проиграли «швабам» со счётом 0:3.
3 июня 2015 года Фукс подписал трёхлетний контракт с английским «Лестер Сити». 21 октября 2016 года подписал с клубом новый трёхлетний контракт. 8 мая 2019 года подписал с клубом новый однолетний контракт. 18 июня 2020 года продлил контракт с клубом на один год. По окончании сезона 2020/21 покинул «Лестер Сити».
6 июня 2021 года Фукс присоединился к будущему клубу MLS «Шарлотт», вступающему в лигу в сезоне 2022, подписав однолетний контракт с опцией продления ещё на один год. 27 июля 2021 года он отправился в аренду в клуб Чемпионшипа ЮСЛ «Шарлотт Индепенденс» на оставшуюся часть сезона 2021. За «Индепенденс» дебютировал 10 августа 2021 года в матче против «Нью-Йорк Ред Буллз II». 26 сентября 2021 года в матче против «Бирмингем Легион» забил свой первый гол за «Индепенденс». 26 февраля 2022 года сыграл в дебютном матче «Шарлотта» в MLS, против «Ди Си Юнайтед» в стартовом туре сезона. 30 апреля 2022 года в матче против «Орландо Сити» забил свой первый гол за «Шарлотт» в MLS, реализовав пенальти. По окончании сезона 2022 «Шарлотт» отклонил опцию продления контракта с Фуксом, но провёл переговоры с ним относительно его будущего.
5 января 2023 года Фукс объявил о завершении игровой карьеры и вошёл в тренерский штаб «Шарлотта» в качестве ассистента главного тренера Кристиана Латтанцио.

### В сборной
Выступал за юношеские и молодёжную сборные. В составе главной национальной сборной Австрии дебютировал 23 мая 2006 года в товарищеском матче со сборной Хорватии. Участник чемпионата Европы 2008 года, на котором сыграл 1 матч: 16 июня против сборной Германии. В 2012 году Фукс стал капитаном национальной сборной.
29 июня 2016 года в своём послании болельщикам Фукс отметил что матч 3-го тура на групповом этапе Евро-2016 стал для него последним в футболке сборной Австрии.

## Статистика

### Матчи за сборную
| №  | Дата             | Оппонент          | Счёт      | Голы | Соревнование             |
| -- | ---------------- | ----------------- | --------- | ---- | ------------------------ |
| 1  | 23 мая 2006      | Хорватия          | 1:4       | —    | Товарищеский матч        |
| 2  | 6 октября 2006   | Лихтенштейн       | 2:1       | —    | Товарищеский матч        |
| 3  | 11 октября 2006  | Швейцария         | 2:1       | —    | Товарищеский матч        |
| 4  | 15 ноября 2006   | Тринидад и Тобаго | 4:1       | —    | Товарищеский матч        |
| 5  | 7 февраля 2007   | Мальта            | 1:1       | —    | Товарищеский матч        |
| 6  | 24 марта 2007    | Гана              | 1:1       | —    | Товарищеский матч        |
| 7  | 28 марта 2007    | Франция           | 0:1       | —    | Товарищеский матч        |
| 8  | 30 мая 2007      | Шотландия         | 0:1       | —    | Товарищеский матч        |
| 9  | 2 июня 2007      | Парагвай          | 0:0       | —    | Товарищеский матч        |
| 10 | 7 сентября 2007  | Япония            | 0:0 (4:3) | —    | Товарищеский матч        |
| 11 | 11 сентября 2007 | Чили              | 0:2       | —    | Товарищеский матч        |
| 12 | 13 октября 2007  | Швейцария         | 1:3       | —    | Товарищеский матч        |
| 13 | 17 октября 2007  | Кот-д’Ивуар       | 3:2       | —    | Товарищеский матч        |
| 14 | 21 ноября 2007   | Тунис             | 0:0       | —    | Товарищеский матч        |
| 15 | 6 февраля 2008   | Германия          | 0:3       | —    | Товарищеский матч        |
| 16 | 26 марта 2008    | Нидерланды        | 3:4       | —    | Товарищеский матч        |
| 17 | 27 мая 2008      | Нигерия           | 1:1       | —    | Товарищеский матч        |
| 18 | 16 июня 2008     | Германия          | 0:1       | —    | Финальные матчи ЧЕ-2008  |
| 19 | 20 августа 2008  | Италия            | 2:2       | —    | Товарищеский матч        |
| 20 | 6 сентября 2008  | Франция           | 3:1       | —    | Отборочные матчи ЧМ-2010 |
| 21 | 10 сентября 2008 | Литва             | 0:2       | —    | Отборочные матчи ЧМ-2010 |
| 22 | 11 октября 2008  | Фарерские острова | 1:1       | —    | Отборочные матчи ЧМ-2010 |
| 23 | 15 октября 2008  | Сербия            | 1:3       | —    | Отборочные матчи ЧМ-2010 |
| 24 | 19 ноября 2008   | Турция            | 2:4       | —    | Товарищеский матч        |
| 25 | 12 августа 2009  | Камерун           | 0:2       | —    | Товарищеский матч        |
| 26 | 5 сентября 2009  | Фарерские острова | 3:1       | —    | Отборочные матчи ЧМ-2010 |
| 27 | 9 сентября 2009  | Румыния           | 1:1       | —    | Отборочные матчи ЧМ-2010 |
| 28 | 14 октября 2009  | Франция           | 1:3       | —    | Отборочные матчи ЧМ-2010 |
| 29 | 18 ноября 2009   | Испания           | 1:5       | —    | Товарищеский матч        |
| 30 | 3 марта 2010     | Дания             | 2:1       | —    | Товарищеский матч        |
| 31 | 19 мая 2010      | Хорватия          | 0:1       | —    | Товарищеский матч        |
| 32 | 11 августа 2010  | Швейцария         | 0:1       | —    | Товарищеский матч        |
| 33 | 7 сентября 2010  | Казахстан         | 2:0       | —    | Отборочные матчи ЧЕ-2012 |
| 34 | 8 октября 2010   | Азербайджан       | 3:0       | —    | Отборочные матчи ЧЕ-2012 |
| 35 | 12 октября 2010  | Бельгия           | 4:4       | —    | Отборочные матчи ЧЕ-2012 |
| 36 | 17 ноября 2010   | Греция            | 1:2       | 1    | Товарищеский матч        |
| 37 | 9 февраля 2011   | Нидерланды        | 1:3       | —    | Товарищеский матч        |
| 38 | 25 марта 2011    | Бельгия           | 0:2       | —    | Отборочные матчи ЧЕ-2012 |
| 39 | 29 марта 2011    | Турция            | 0:2       | —    | Отборочные матчи ЧЕ-2012 |
| 40 | 3 июня 2011      | Германия          | 1:2       | —    | Отборочные матчи ЧЕ-2012 |
| 41 | 7 июня 2011      | Латвия            | 3:1       | —    | Товарищеский матч        |
| 42 | 10 августа 2011  | Словакия          | 1:2       | —    | Товарищеский матч        |
| 43 | 2 сентября 2011  | Германия          | 2:6       | —    | Отборочные матчи ЧЕ-2012 |
| 44 | 6 сентября 2011  | Турция            | 0:0       | —    | Отборочные матчи ЧЕ-2012 |
| 45 | 7 октября 2011   | Азербайджан       | 4:1       | —    | Отборочные матчи ЧЕ-2012 |
| 46 | 11 октября 2011  | Казахстан         | 0:0       | —    | Отборочные матчи ЧЕ-2012 |
| 47 | 15 ноября 2011   | Украина           | 1:2       | —    | Товарищеский матч        |
| 48 | 15 августа 2012  | Турция            | 2:0       | —    | Товарищеский матч        |
| 49 | 11 сентября 2012 | Германия          | 1:2       | —    | Отборочные матчи ЧМ-2014 |
| 50 | 12 октября 2012  | Казахстан         | 0:0       | —    | Отборочные матчи ЧМ-2014 |
| 51 | 16 октября 2012  | Казахстан         | 4:0       | —    | Отборочные матчи ЧМ-2014 |
| 52 | 22 марта 2013    | Фарерские острова | 6:0       | —    | Отборочные матчи ЧМ-2014 |
| 53 | 26 марта 2013    | Ирландия          | 2:2       | —    | Отборочные матчи ЧМ-2014 |
| 54 | 7 июня 2013      | Швеция            | 2:1       | —    | Отборочные матчи ЧМ-2014 |
| 55 | 14 августа 2013  | Греция            | 0:2       | —    | Товарищеский матч        |
| 56 | 6 сентября 2013  | Германия          | 0:3       | —    | Отборочные матчи ЧМ-2014 |
| 57 | 10 сентября 2013 | Ирландия          | 1:0       | —    | Отборочные матчи ЧМ-2014 |
| 58 | 11 октября 2013  | Швеция            | 1:2       | —    | Отборочные матчи ЧМ-2014 |
| 59 | 15 октября 2013  | Фарерские острова | 3:0       | —    | Отборочные матчи ЧМ-2014 |
| 60 | 19 ноября 2013   | США               | 1:0       | —    | Товарищеский матч        |
| 61 | 8 сентября 2014  | Швеция            | 1:1       | —    | Отборочные матчи ЧЕ-2016 |
| 62 | 9 октября 2014   | Молдова           | 2:1       | —    | Отборочные матчи ЧЕ-2016 |
| 63 | 12 октября 2014  | Черногория        | 1:0       | —    | Отборочные матчи ЧЕ-2016 |
| 64 | 15 ноября 2014   | Россия            | 1:0       | —    | Отборочные матчи ЧЕ-2016 |
| 65 | 18 ноября 2014   | Бразилия          | 1:2       | —    | Товарищеский матч        |
| 66 | 27 марта 2015    | Лихтенштейн       | 5:0       | —    | Отборочные матчи ЧЕ-2016 |
| 67 | 14 июня 2015     | Россия            | 1:0       | —    | Отборочные матчи ЧЕ-2016 |
| 68 | 5 сентября 2015  | Молдова           | 1:0       | —    | Отборочные матчи ЧЕ-2016 |
| 69 | 8 сентября 2015  | Швеция            | 4:1       | —    | Отборочные матчи ЧЕ-2016 |
| 70 | 9 октября 2015   | Черногория        | 3:2       | —    | Отборочные матчи ЧЕ-2016 |
| 71 | 12 октября 2015  | Лихтенштейн       | 3:0       | —    | Отборочные матчи ЧЕ-2016 |
| 72 | 17 ноября 2015   | Швейцария         | 1:2       | —    | Товарищеский матч        |
| 73 | 26 марта 2016    | Албания           | 2:1       | —    | Товарищеский матч        |
| 74 | 29 марта 2016    | Турция            | 1:2       | —    | Товарищеский матч        |
| 75 | 4 июня 2016      | Нидерланды        | 0:2       | —    | Товарищеский матч        |
| 76 | 14 июня 2016     | Венгрия           | 0:2       | —    | Финальные матчи ЧЕ-2016  |
| 77 | 18 июня 2016     | Португалия        | 0:0       | —    | Финальные матчи ЧЕ-2016  |
| 78 | 22 июня 2016     | Исландия          | 1:2       | —    | Финальные матчи ЧЕ-2016  |

Итого: сыграно матчей: 78 / забито голов: 1; победы: 29, ничьи: 15, поражения: 34.

## Достижения
Маттерсбург
- Финалист Кубка Австрии: 2005/06, 2006/07

 Шальке 04
- Обладатель Суперкубка Германии: 2011

 Лестер Сити
- Чемпион Премьер-лиги: 2015/16
- Обладатель Кубка Англии: 2020/21